# Sabotage (gruppo musicale)
I Sabotage sono un gruppo heavy metal italiano nato a Firenze nel 1981. Sono uno dei primi gruppi, di questo genere, nati nella penisola.

## Storia del gruppo
La band nasce a Firenze nel 1981 ed è conosciuta anche per la militanza di Morby (pseudonimo di Adolfo Morviducci), definito uno dei migliori cantanti metal italiani, che in seguito suonò con gruppi come Labyrinth, Time Machine e Domine, e del chitarrista Andy Fois, vero talento del panorama metal. La loro musica lascia trasparire influenze provenienti dall'hard rock e dal classico heavy metal, con riferimenti a gruppi come Iron Maiden, Judas Priest, Black Sabbath, Accept, Saxon e Metallica.
La prima formazione dei Sabotage comprendeva Alberto Mugnaini alla voce e chitarra (egli fu anche l'ideatore del nome), Leonardo Milani alla chitarra, Henry Caroli al basso, Dario Caroli alla batteria, e suonava cover di Iron Maiden e Saxon. Dopo pochi mesi, entrò Simone Boni come cantante, e venne registrato il primo demo della band, contenente solo cover di Saxon e Iron Maiden (Motorcycle Man, Killer, Purgatory).
In occasione di un concerto di Alvin Lee, Dario ed Henry Caroli conobbero Pino Scotto dei Vanadium, i quali facevano da supporter, e li incitò a scrivere brani propri e di lasciar subito perdere le reinterpretazioni. Non tutta la band fu d'accordo e quindi avvenne il primo scioglimento.
Nel 1982 Dario Caroli ed Henry Caroli decisero di riformare il gruppo, scoprendo il talentuoso chitarrista Andy Fois appena diciassettenne. I tre cominciarono a comporre il loro primo repertorio in puro stampo hard and heavy.
Alla fine del 1982 Dario, conobbe il giovane Metal D.J. di Controradio (una delle primissime radio alternative fiorentine), Elio Ferlaino; questi dopo aver ascoltato e valutato le grandi potenzialità del gruppo, accettò la proposta di diventare il manager del gruppo (lanciandoli con concerti ed interviste su giornali e tv private ovunque, e successivamente, trovandogli alcuni contratti discografici).
(Le capacità del manager sono tali, che anche Steve Sylvester, che si era trasferito a Firenze nel 1986, lo vorrà come manager dei nuovi Death SS, e verranno così realizzati i primi tre dischi della band).
Nella metà del 1983, dopo varie audizioni, arrivò a coprire il ruolo di cantante Giancarlo Fontani.
Dopo poche settimane venne ricontattato anche Leonardo Milani per completare la formazione musicale.
Agli inizi del 1984 il gruppo registrò il primo demo con brani propri, tutti in italiano: Rumore Nel Vento. Il demo divenne un culto per l'epoca.
Lo stesso demo verrà molto più tardi, nel 2008, stampato, dopo una nuova rimasterizzazione, su supporti fonografici come CD e vinile, dalla Jolly Roger Records, diventando con la stessa title track, l'inno dei bikers italiani, e uno degli album più rappresentativi del metal cantato in italiano.
A metà del 1984 la band partecipò a un metal festival e scoprì, all'interno di uno dei primi gruppi esordienti che aprirono la giornata, Morby, allora cantante degli Airspeed. I Sabotage intuirono che con Morby era possibile il salto di qualità per diventare una metal band internazionale, con il cantato in inglese, e gli avanzarono la proposta di unirsi a loro. Morby fu entusiasta dell'offerta, ed accettò di prendere il posto di Fontani.
Venne registrato il primo demo in inglese e spedito a molti giornali metal dell'epoca, e metal labels indipendenti del mondo. Il demo riscosse un grande successo dalla critica, ovunque, persino in Inghilterra, la terra che aveva generato l'Heavy metal, sulla rivista Metal Forces.
Dopo poco, Leonardo Milani abbandonò di nuovo il progetto e la band decise di rimanere con quattro membri.
Nel 1986 uscì il primo capitolo discografico, Behind the Lines, considerato tra i migliori dischi metal italiani con sfumature classic, power e speed metal; stampato negli Stati Uniti per la Trans Euro Records, e in Europa per la LM Records, dando una buona popolarità al gruppo.
Cominciarono gli anni in cui i Sabotage si esibivano ovunque in Italia e qualcosa anche all'estero, sia come headliner, sia di supporto a nomi come Motörhead e Saxon.
Esordì come fonico ufficiale della band un giovane Andrea Corsellini, oggi fonico di sala di Vasco Rossi.
Nel 1987 la Trans Euro Records pubblica anche il picture EP Heroes of the Grave, con due brani (Heroes of the Grave e Warmachine) tratti dall'album  Behind the Lines.
Sempre nel 1987, arriva l'EP Split Welcome, con la Minotauro Records di Pavia, che aprirà un nuovo capitolo dei Sabotage, con lo sviluppo di un nuovo sound, con impronte più moderne, power, e speed. Sul retro dell'EP invece è registrato il brano King of the Dream di Paul Chain (ex-chitarrista e fondatore dei Death SS), letteralmente affascinato di realizzare un progetto insieme ai Sabotage.
La fama della band, e, l'esperienza del manager, porta finalmente alla possibilità di fare il grande salto negli Stati Uniti con la casa discografica Metal Blade, con la condizione di cambiare il nome, a loro dire, troppo simile a quello dei Savatage. Il dubbio assale i Sabotage e decidono di soprassedere.
Nel frattempo, nel 1988, Andy Fois e Dario Caroli, registrano il primo disco ufficiale dei Death SS: ...in Death of Steve Sylvester.
Nel 1989 arriva l'album Hoka Hey con la casa discografica italiana Metal Master di Milano; l'urlo di battaglia dei Sioux d'America travolge tutto e tutti. I Sabotage vengono considerati tra i maggiori rappresentanti del metal italiano, ma non al punto da sfondare concretamente per vivere di sola musica.
Nel 1990 Andy Fois decide di dedicarsi ad altri progetti musicali e abbandona i Sabotage (la sua esperienza rock, e, il suo contributo, saranno utili a vari artisti italiani, tra cui Claudio Simonetti e Irene Grandi). Con Simonetti viene registrato, nel 1995, l'album X Terror Files.
Nel 1991 anche il manager lascia per altri progetti di vita.
Il resto del gruppo continuò, ancora per due anni, con i chitarristi Giuseppe Tramentozzi, nel 1991, e Marco Venutelli, nel 1992, successivamente, per altri due anni, con la coppia Leonardo Milani e Mario Assennato, nel 1993 e, poi Leonardo Milani e Max Bronx, fino al dicembre 1994, quando si scioglie.
Dario e Morby continuarono come musicisti in altre numerose bands italiane.
Morby proseguì con i Cappanera, Rio Bravo, Laroxx, Time Machine, Labyrinth ed infine i Domine, con cui registrerà 5 albums.
Dario aderisce prima ai Rio Bravo, poi, registra un album con i Not Moving, Home Coming nel 1994,  e, successivamente, con gli Acquaraggia nel 1995 (quest'ultimo con Marcello Masi, uno dei 2 chitarristi della Strana Officina).
Nel 1994 Dario Caroli e Leonardo Milani aderirono al progetto Bud Tribe dei fratelli Ancillotti, dove continuano tuttora, con all'attivo 3 albums ed un EP.
Nel 1998 i Sabotage ritornarono con Dario Caroli, Henry Caroli, Leonardo Milani, e il cantante Gianluca Landozzi, e pubblicarono Demon Ariser nel 1999 con la Coffin Productions. Questo album è diverso dal classico sound del gruppo, con sfumature molto dure e pesanti, simile allo stile dei Pantera e dei Judas Priest dei tempi di Jugulator. Dopo questa veloce apparizione discografica, ed alcuni concerti dal vivo, il gruppo si sciolse nuovamente.
I fratelli Dario ed Henry Caroli parteciparono anche, per un breve periodo 2004, al progetto L'Impero delle Ombre e registrarono il disco d'esordio della band.
Nel 2007 Dario Caroli registrò il secondo album dei Taron.
Nel 2006 i Sabotage si riunirono con la formazione storica di Behind the Lines: Morby, Andy Fois, Dario Caroli, Henry Caroli, più Leonardo Milani, e riprendono l'attività live con concerti che richiamano vecchi e nuovi appassionati del genere metal.
Nel 2008 la My Graveyard Productions decide di ingaggiare la band, e viene nuovamente registrato l'album Behind the Lines, con alcune bonus tracks.
Nel 2009, sempre con la My Graveyard Productions, viene rimasterizzato e pubblicato nuovamente Hoka Hey, con la storica bonus track Welcome.
I Sabotage sono tuttora in auge, e possono essere visti dal vivo con la loro formazione più rappresentativa (Morby, Andy Fois, Dario Caroli ed Henry Caroli); alla seconda chitarra, dal 2007, si è aggiunto al posto di Leonardo Milani, Danilo Bacherini.
Il 30 settembre 2013 si sono riuniti per un solo show con la formazione di Rumore Nel Vento, riproponendolo dall'inizio alla fine, con aggiunta di una traccia mai registrata, risalente al periodo dell'album in questione.
Hanno in progetto di scrivere nuovi brani in inglese per un nuovo disco di puro metal.

## Ultima line-up
- Morby - voce (Sabotage e Domine)
- Andrea Marmugi - chitarra
- Danilo Bacherini - chitarra
- Henry Caroli - basso
- Dario Caroli - batteria (Sabotage e BudTribe)

## Ex componenti
- Alberto Mugnaini - voce/chitarra, 1981-1982 (oggi Electric Funeral)
- Leonardo Milani - chitarra, 1981-1982, 1983-1984, 1993-1994, 1998-2000, 2006-2007 (oggi BudTribe)
- Giuseppe Tramentozzi - chitarra, 1991
- Marco Venutelli - chitarra, 1992
- Mario Assennato - chitarra, 1993 (oggi Killer Queen)
- Max Bronx - chitarra, 1994 (oggi Shabby Trick ed Electric Funeral)
- Simone Boni - voce, 1981-1982
- Giancarlo Fontani - voce, 1983-1984 (successivamente, anche nei Not Moving)
- Gianluca Landozzi - voce, 1998-2000
- Andy Fois - chitarra 1982-1990, 2006-2015 ( deceduto nel maggio 2025)

## Discografia
Album in studio
- 1986 - Behind the Lines
- 1989 - Hoka Hey
- 1999 - Demon Ariser

Demo
- 1982 - Demo 1982
- 1984 - Rumore nel vento
- 1985 - Demo 1985

EP
- 1987 - Heroes of the Grave

Split
- 1987 - King of the Dream/Welcome (con Paul Chain)